# Список председателей Милли Меджлиса Азербайджанской Республики
Список председателей Милли Меджлиса Азербайджанской Республики — В 1991 году название Верховного Совета Азербайджанской ССР было изменено на Верховный Совет Азербайджанской Республики, а позднее на их основе было создано Национальное собрание Азербайджанской Республики (Милли Меджлис).

## Список
| Ф.И.О.                                                 | Начало полномочий | Конец полномочий | Партия | Партия                                             |
| ------------------------------------------------------ | ----------------- | ---------------- | ------ | -------------------------------------------------- |
| Верховный Совет Азербайджанской Республики (1991–1995) |                   |                  |        |                                                    |
| Кафарова Эльмира Микаил кызы                           | 5 февраля 1991    | 5 марта 1992     |        | Коммунистическая партия Азербайджана, Беспартийная |
| Мамедов Ягуб Джавад оглы                               | 5 марта 1992      | 18 мая 1992      |        | Беспартийный                                       |
| Гамбар Иса Юнис оглы                                   | 13 июня 1993      | 14 февраля 2024  |        | Партия Народного Фронта                            |
| Алиев Гейдар Алирза оглы                               | 15 июня 1993      | 5 ноября 1993    |        | Новый Азербайджан                                  |
| Гулиев Расул Байрам оглы                               | 5 ноября 1993     | 12 ноября 1995   |        | Новый Азербайджан                                  |
| Милли Меджлис Азербайджанской Республики (с 1995 г.)   |                   |                  |        |                                                    |
| Гулиев Расул Байрам оглы                               | 5 ноября 1993     | 11 сентября 1996 |        | Новый Азербайджан                                  |
| Алескеров Муртуз Наджаф оглы                           | 16 октября 1996   | 2 декабря 2005   |        | Новый Азербайджан                                  |
| Асадов Октай Сабир оглы                                | 2 декабря 2005    | 10 марта 2020    |        | Новый Азербайджан                                  |
| Гафарова Сахиба Али кызы                               | 10 марта 2020     | В должности      |        | Новый Азербайджан                                  |

### Временные председатели
| Временные председатели Милли Меджлиса Азербайджанской Республики |                              |                   |
| I Созыв                                                          | Буниятов Зия Мусаевич        | Новый Азербайджан |
| II Созыв                                                         | Мирзаев Гасан Ибрагим оглы   | Новый Азербайджан |
| III Созыв                                                        | Алескеров Муртуз Наджаф оглы | Новый Азербайджан |
| IV и V Созывы                                                    | Гейдаров Фаттах Самед оглы   | Беспартийный      |
| VI Созыв                                                         | Самедзаде Зияд Алиаббас оглы | Беспартийный      |